# Миној
Миној или Минос је био легендарни краљ Крита. Родитељи су му Зевс и Европа. Минојска цивилизација из периода бронзаног доба на Криту је била именована по њему. Са својом женом Пасифајом имао је бројне потомке, од којих су ћерке Аријадна и Федра познатије него синови.
За Атињане он је био окрутни и бездушни тиранин који је жртвовао животе њихове деце Минотауру које је Атина морала сваке девете године послати 7 младића и 7 девојака у знак освете за смрт свог сина Андрогеја. На свом двору је држао Дедала и Икара. Пошто је Дедал направио лавиринт, Минос их је затворио у једну кулу одакле су побегли одлетевши, приликом бега Икар се утопио. Тражећи Дедала, нашао је смрт на Сицилији на двору краља Кокалуса, где га је краљева кћер залила кипућом водом и убила.
Минос се у грчкој књижевности први пут појављује као краљ Крита у Хомеровој Илијади  и Одисеји. Минос се консултовао са Зевсом сваких девет година, а Зевс му је дао и законе које је применио у свој краљевству.
Када је Миносов син Андрогеј победио на Панатенејским играма краљ Егеј га је послао на Маратон да се бори против бика. Тако је Андрогеј погинуо, а Минос, огорчен због тога тражи од Зевса да казни Атину и Атињане због тога. Град погађају куга и глад, а пророци говоре Атињанима да испуне све захтеве које Минос буде захтевао како би избегли казну. Тад Атињани пристају да му сваких девет година шаљу седам дечака и седам девојчица за жртвовање Минотауру, потомку из зоофилског односа Миносове жене Пасифаје са биком кога је Посејдон послао Миносу и који је био заточен у Дедаловом лавиринту испод Миносове палате.
Након смрти постао је један од судија у Хаду, заједно са братом Радамантом и Еаком. Доносио је коначну одлуку где ће ићи душа покојника.